# Tocllaraju
Tocllaraju (possiblement del quítxua tuqlla trampa, rahu neu, gel, muntanya amb neu,) és una muntanya de la Serralada Blanca als Andes del Perú. S'alça fins als 6.034 m d'altura i es troba a la Regió d'Ancash, a la frontera entre la província de Carhua i la de Huaraz. El Tocllaraju es troba al nord-oest de les muntanyes Pukaranra i Palcaraju.

## Ascensions
Les rutes més senzilles per accedir al cim d'aquesta muntanya es troben a les cares nord i nord-est. La cara nord-est és considerada PD+/AD- i fou la que empraren W. Brecht i H. Schweizer el 31 de juliol de 1939 per accedir per primera vegada al cim.